# Hexatoma iriomotensis
Hexatoma iriomotensis är en tvåvingeart som beskrevs av Alexander 1935. Hexatoma iriomotensis ingår i släktet Hexatoma och familjen småharkrankar. Inga underarter finns listade i Catalogue of Life.